# Кремация
Крема́ция (от лат. cremare «сжечь, сжигать») — процесс сожжения тел. Обычно проводится в качестве обряда перед погребением. Осуществляется на источнике открытого огня или в специально сконструированной печи крематория. В древних сообществах и у традиционалистов в качестве такового используется погребальный костёр; в современном обществе процесс осуществляется в печи крематория. По современным европейским правилам после кремации прах умершего помещается в погребальную урну и затем может быть захоронен различными путями.

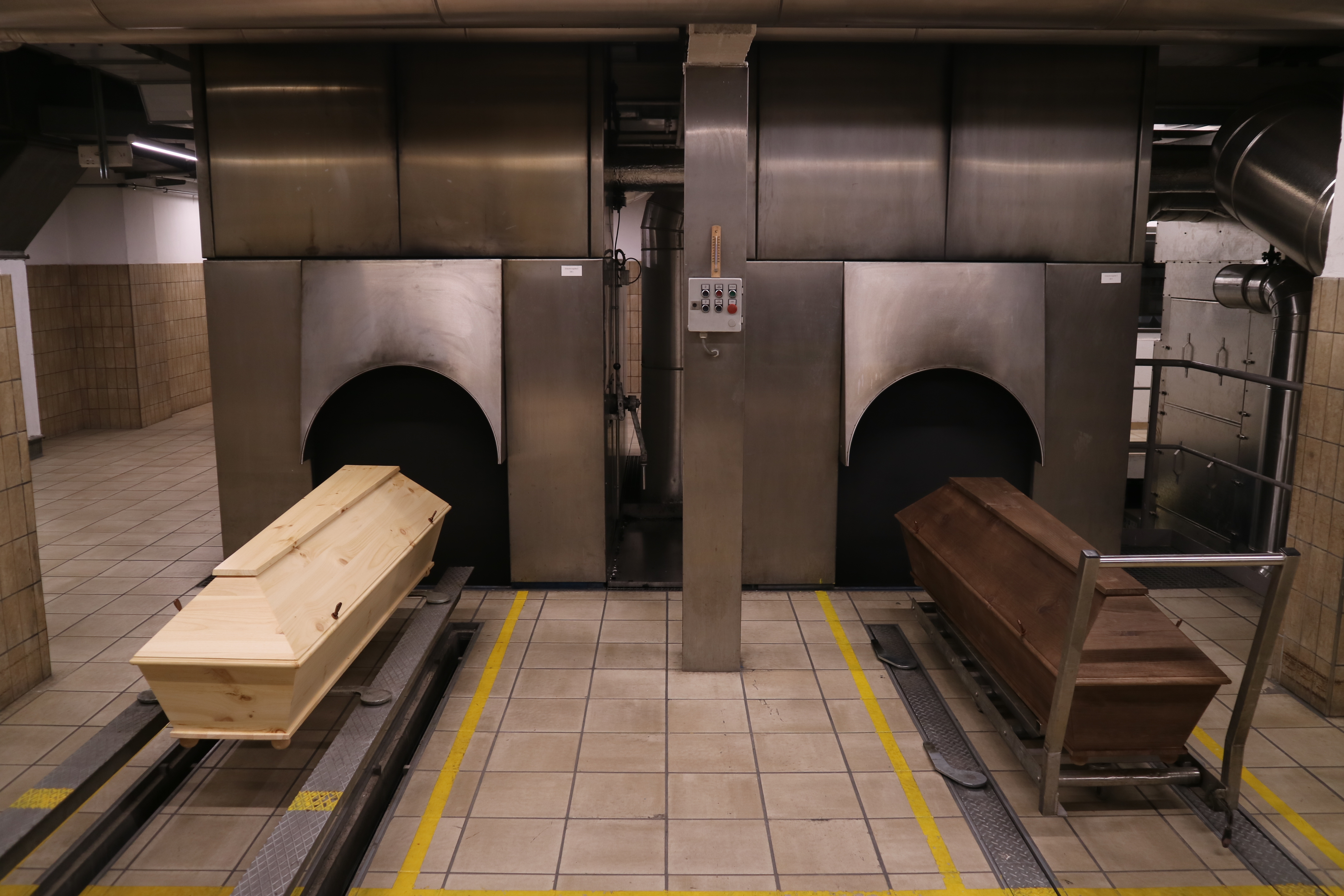
Гробы перед подачей в кремационную печь

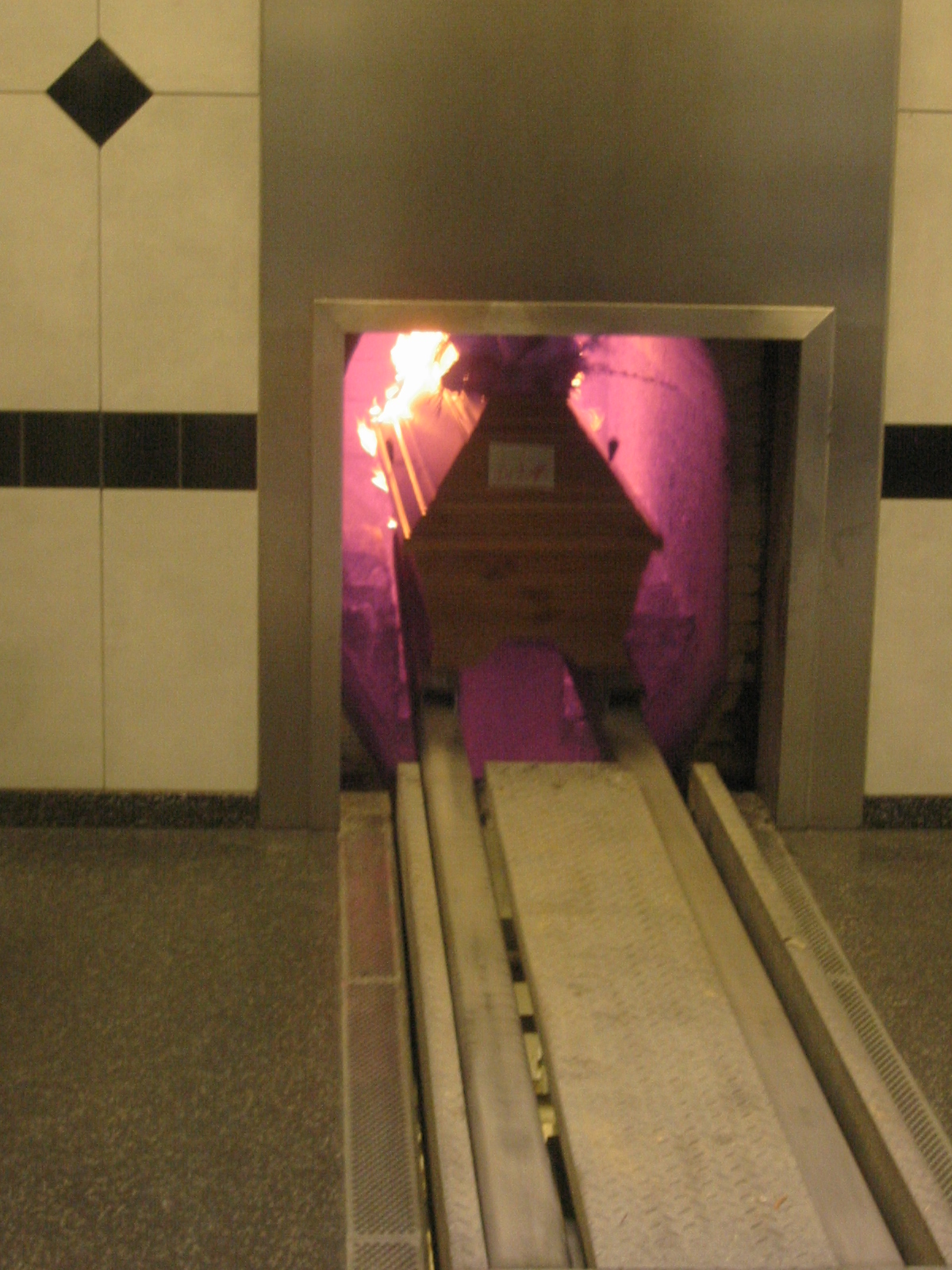
Начало процесса кремации

## История

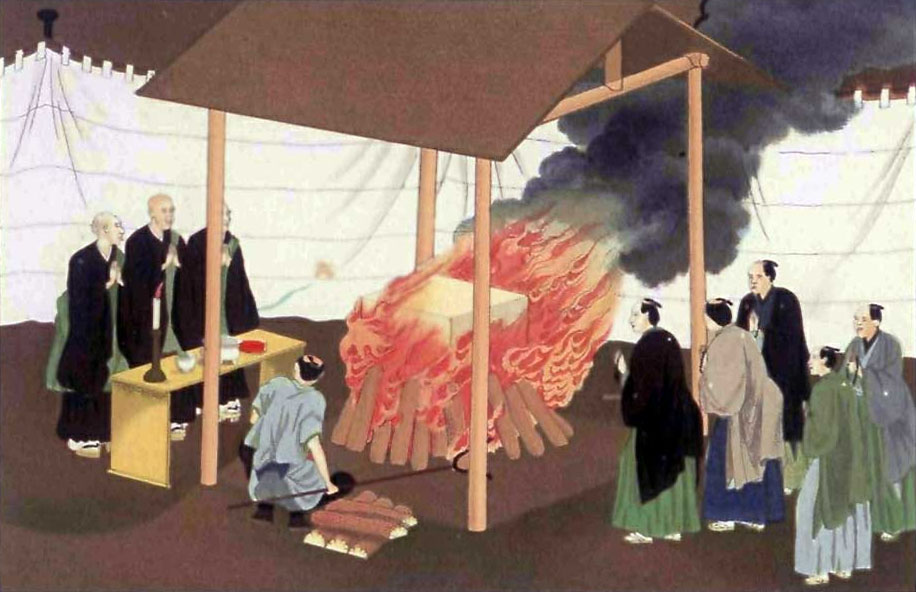
Кремация на костре в Японии, 1867 год

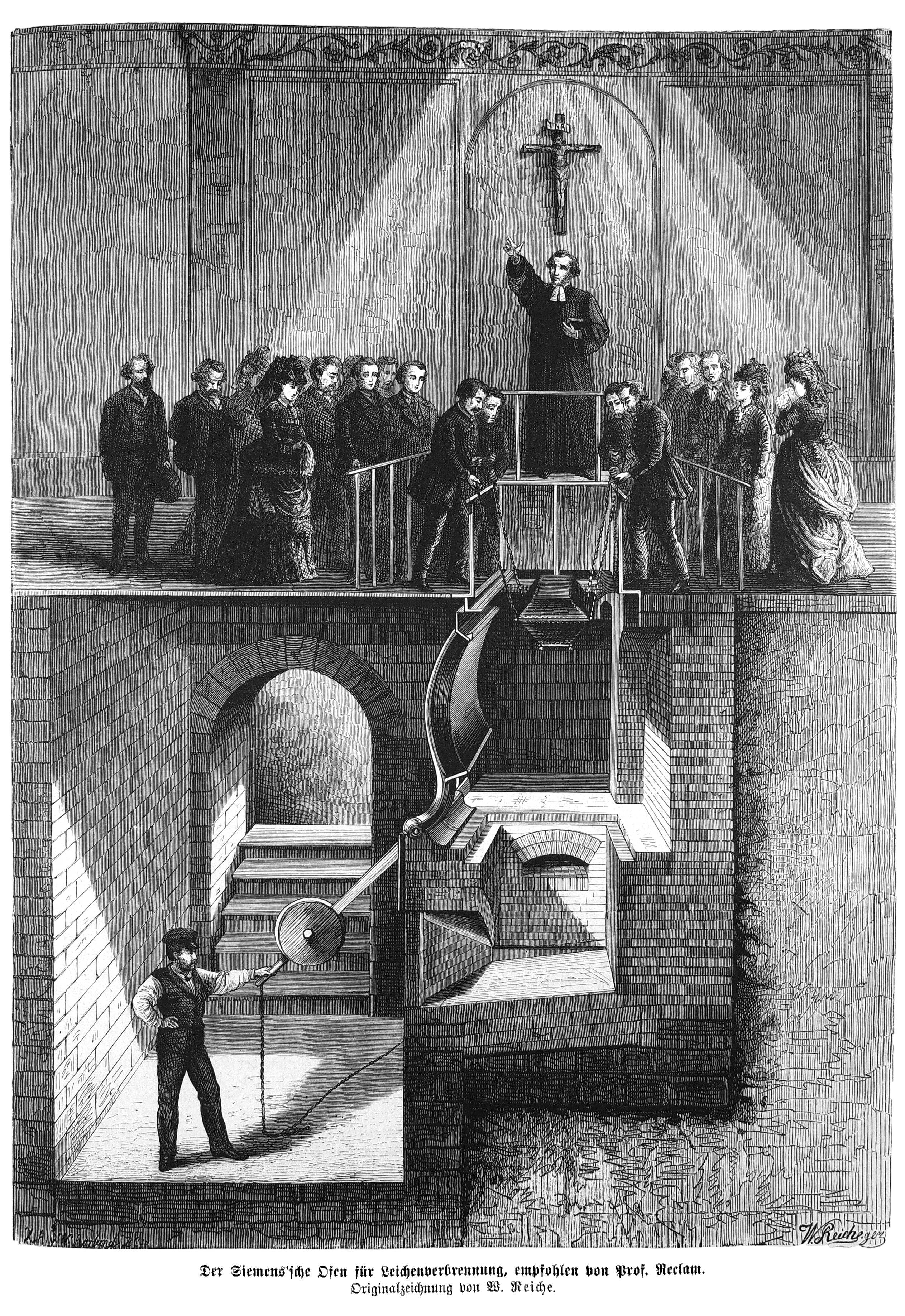

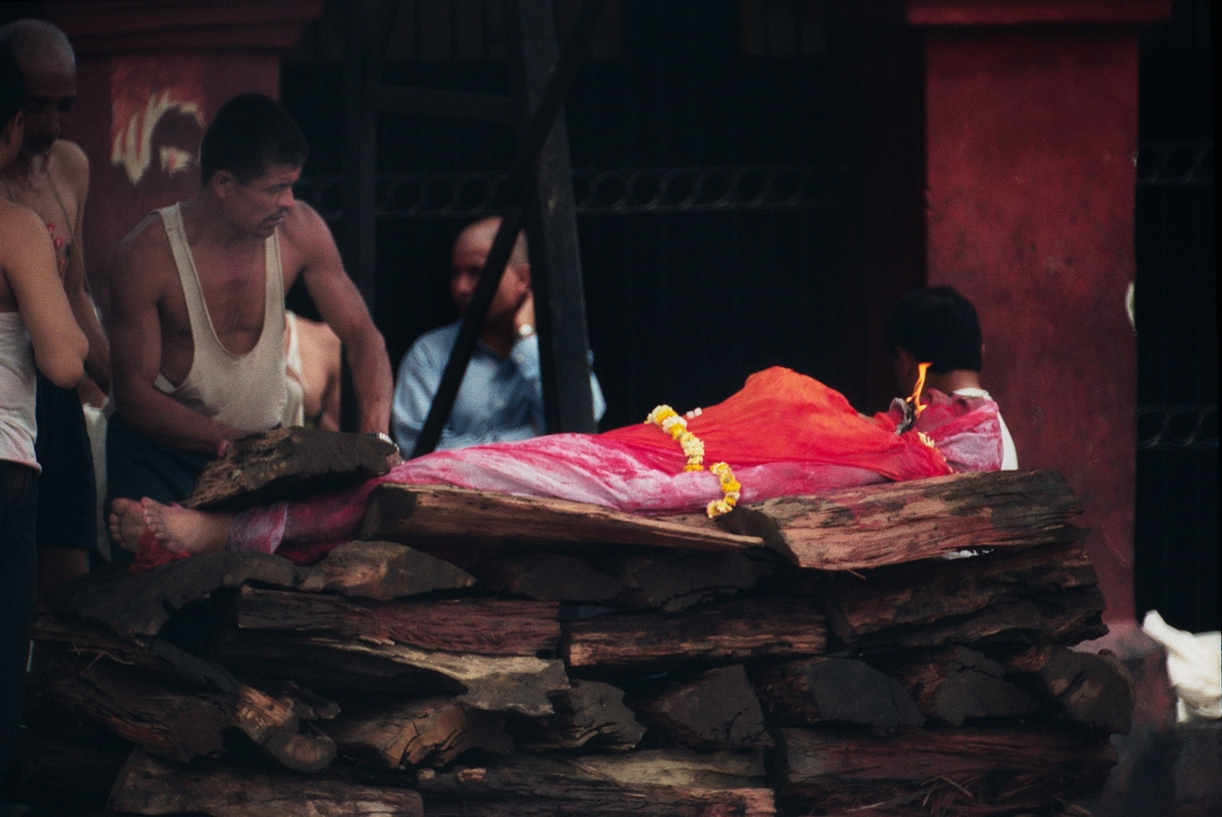
Подготовка к кремации в Непале

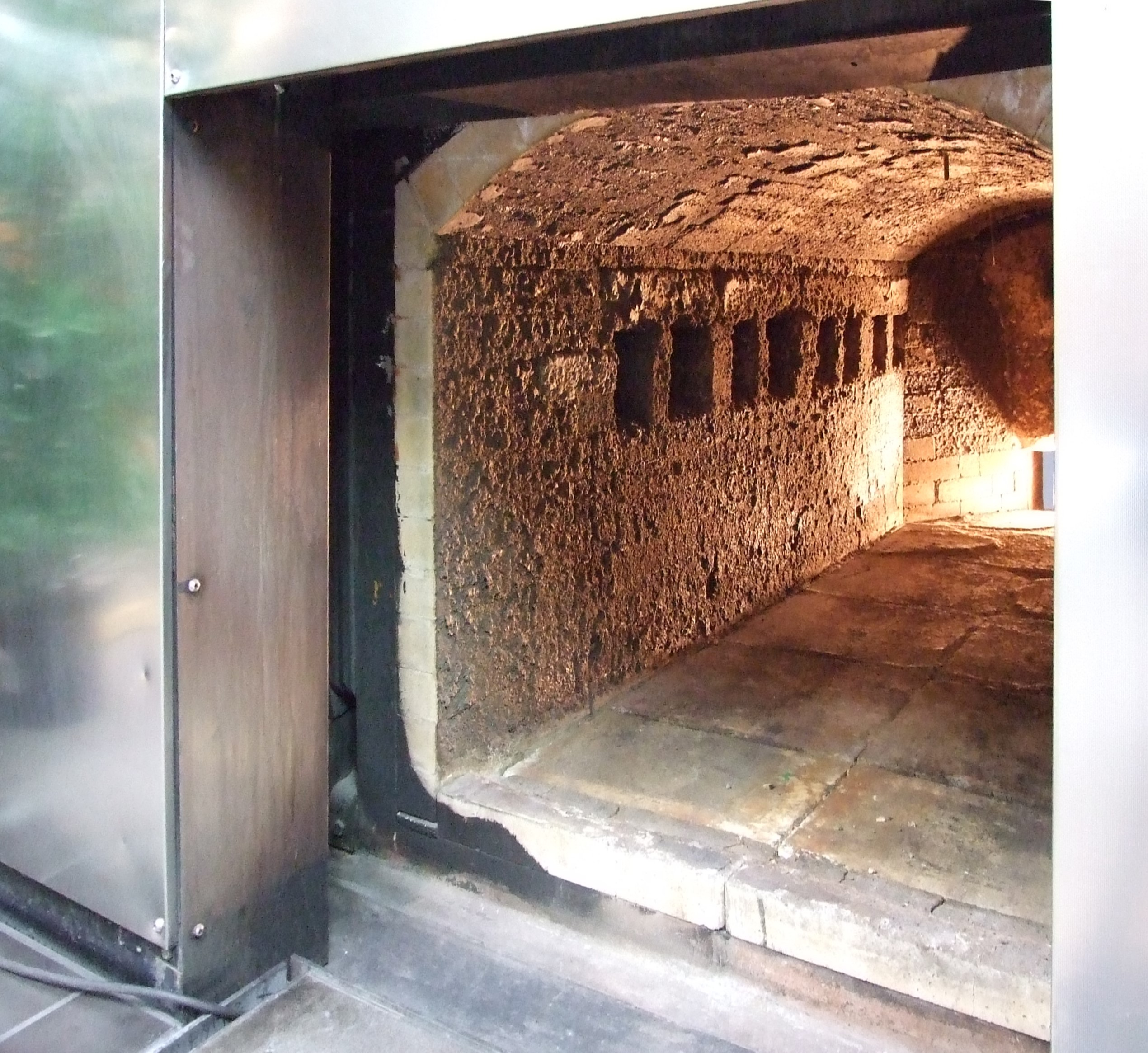
Газовая кремационная печь в городском крематории Франкфурта-на-Майне в остывшем состоянии, камера для подачи гроба. Слева в футеровке видны окна, через которые подаётся горящий газ

Первые свидетельства зарождения традиции использования огня в погребальной практике зафиксированы археологами в эпоху среднего палеолита. В мезолите, энеолите, неолите и бронзовом веке в отдельных культурах, наряду с трупоположением, стали практиковать кремацию. В раннем железном веке кремация распространяется повсеместно, порой — как доминирующий над трупоположением обряд.
Согласно легенде, после смерти Будды Гаутамы его тело было кремировано, а останки праха были помещены в особые мемориальные строения — ступы в различных частях Индии.
В Европе кремация широко использовалась в Древней Греции. Греки считали, что сжигание поможет усопшему в загробном мире. Затем эта традиция была перенесена в Древний Рим. Там кремированные останки стали хранить в особых местах — колумбариях.
В Ветхом Завете описана кремация первого Израильского царя Саула и его сыновей, погибших в битве с филистимлянами. Когда подданные царя забрали тела убитых, их с почестями кремировали, а затем захоронили:
 
и поднялись все люди сильные, и шли всю ночь, и взяли тело Саула и тела сыновей его со стены Беф-Сана, и пришли в Иавис, и сожгли их там; и взяли кости их, и погребли под дубом в Иависе, и постились семь дней. (1 Цар. 31:12-13)
В христианстве кремация считалась признаком язычества. Поэтому с распространением христианства она уступила место погребению в землю. К 400 г н. э. большинство народов Западной Европы приняло крещение и отказалось от кремации. В 785 году под угрозой смертной казни Карл Великий запретил кремацию, и она была забыта примерно на тысячу лет.
Возрождение кремации произошло в Европе во второй половине XVIII века. В это время быстро росли города. Кладбища не справлялись с постоянным потоком умерших. Появились братские могилы и захоронения рядом с домами. Близость кладбищ иногда вызывала эпидемии среди местных жителей — в те годы редко кто умирал естественной смертью. Открытие микроорганизмов показало, что захоронения являются источником опасности для людей. Поэтому вспомнили про сжигание трупов. При этом кремацию необходимо было организовать без оскорбления усопшего и его родственников. Обычные костры не годились для этих целей. Поэтому начали строить крематории.
В 1869 году Международная медицинская конференция, проходившая во Флоренции, приняла резолюцию, в которой призывала к широкому распространению кремации как способствующей «сохранению здоровья и земли для живых людей». Этот призыв услышали во многих странах мира.
В 1873 году профессор Бруно Брунетти разработал первую в мире кремационную печь, которая была продемонстрирована на Международной выставке в Вене. В следующем году была основана Английская ассоциация крематоров. Активным её участником был сэр Генри Томпсон, личный врач королевы Виктории. В 1878 году в английском городе Уокинге и немецком городе Готе были построены первые в Европе крематории.
Кремация стала быстро распространяться и в Америке. В 1792 году состоялась первая документально подтверждённая кремация. В 1876 году доктором Дж. Ле Мойном был построен первый крематорий около Вашингтона. В период с 1881 по 1885 годы в США было создано несколько ассоциаций крематоров. Постепенно, с ростом спроса на этот вид услуг, росло и количество крематориев в стране.
В 1913 году в Северной Америке работали пятьдесят два крематория, проведшие более десяти тысяч кремаций. В этом же году доктор Х. Эриксен основал Американскую ассоциацию крематоров, известную сейчас как Ассоциация крематоров Северной Америки (Cremation Association of North America (CANA).
В России первый крематорий появился до революции во Владивостоке для сжигания тел японцев. В Советской России первый крематорий был открыт в декабре 1920 года в здании бань Васильевского острова Петрограда. Он работал недолго, всего три месяца, и был остановлен в феврале 1921 года «из-за отсутствия дров».
Главным идеологом кремации в СССР стал инженер Гвидо Бартель (его монография «Огненное погребение (кремация)» издавалась трижды в 1925, 1928 и 1930 годах). В 1927 году около Донского монастыря в Москве открылся Первый московский крематорий.

## Настоящее время
Кроме крематориев, у индуистов и в настоящее время распространено сжигание на костре. Особенно популярно сожжение на берегах Ганга в Варанаси на гхатах (см. также статью антьешти). Ритуал сати в настоящее время применяется весьма редко. Но такое сжигание не является кремацией в полном современном смысле этого термина, так как такое открытое сжигание на дровяном костре заканчивается на стадии обугливания мышечной ткани, после чего недогоревшие останки сбрасываются, как правило, в реку Ганг и становятся дальнейшей добычей гидробионтов-трупоедов.

## Религии и кремация
Буддизм, индуизм, джайнизм, синтоизм, различные ветви древнего и современного язычества относятся к религиям, разрешающим кремацию.
В настоящее время основные христианские конфессии допускают кремацию, основываясь, в частности, на словах раннехристианского церковного писателя Марка Минуция Феликса: «Мы вовсе не боимся, как вы думаете, какого-либо вреда от сжигания покойников, но держимся древнего и лучшего обыкновения зарывать умерших в землю». В то же время православные и католические священнослужители советуют при возможности выбора способа погребения хоронить тело в гробу, так как это «более человечно, более насыщенно библейской символикой и вообще более назидательно и утешительно для близких».
Архиерейский собор Русской православной церкви не признал кремацию нормой погребения, однако церковь не лишит поминовения христиан, «по различным причинам не сподобившихся погребения, соответствующего церковной традиции», говорится в проекте документа «О христианском погребении усопших». Священный синод в мае 2015 года в специальном меморандуме «О христианском погребении усопших» рекомендовал священникам относиться к кремации как к нежелательному явлению, однако проявлять к таким фактам снисхождение.
Греческая православная церковь, ислам и иудаизм категорически и бескомпромиссно отрицают кремацию. На территории Греции до 2016 года не было ни одного крематория, а на Кипре их нет и в настоящее время, поскольку церковь в обеих странах не отделена от государства.
Свидетели Иеговы не запрещают кремации тела умершего.
Мормоны предпочитают погребение, кремации, когда местная культура это позволяет.
Кремация запрещена в зороастризме.
В вере бахаи кремация также запрещена.